# Década de 60
Séculos: Século I a.C. - Século I - Século II
Décadas: 30 40 50 - 60 - 70 80 90
Anos: 60 - 61 - 62 - 63 - 64 - 65 - 66 - 67 - 68 - 69